# Kosci
 Ovo je glavno značenje pojma Kosci. Za naselje u općini Tuzla, BiH pogledajte Kosci (Tuzla, BiH).
 Kosci  su rod u porodici Cotingidae. Njemu pripadaju tri južnoameričke vrste, koje po nekim klasifikacijama čine posebnu porodicu (Phytotomidae).

## Vrste
Rod se sastoji od 3 vrste:
- šarenoglava kotinga (Phytotoma rara)
- sivoprsa kotinga (Phytotoma raimondii)
- bjeloramena kotinga (Phytotoma rutila)